# Орловський трамвай
Орловський трамвай — діюча трамвайна мережа у місті Орел, Росія.

## Історія
Трамвайна мережа спроєктована компанією Compagnie mutuelle de tramways. Перша трамвайна лінія в Орлі відкрита 3 листопада 1898 року була електрифікована та вузькоколійна (1000 мм). Створено два маршрути:
- Вокзал — Кадетський корпус
- Кромська площа — Вулиця Новосільська

Загальна довжина двох ліній становила 10,8 км. Парк складався з 17 моторних і 10 причіпних вузькоколійних вагонів. 11 грудня 1907 року була прокладена лінія від депо до жіночого монастиря по вулиці 2-а Курська. Після Жовтневого перевороту і що послідувала за ним громадянська війна (1918—1921 роки), трамвайний рух в місті припинявся.
До 1939 року відбулася перешивка колії на 1524 мм. Друга світова війна знову зупинила трамвайний рух в місті. Хоча, навіть, коли 3 жовтня 1941 року німці увійшли в Орел, вони побачили трамваї, що слідували за своїми маршрутами. Після звільнення міста 5 серпня 1943 року відразу ж було розпочато відновлення трамвайної мережі. Починаючи з вересня 1943 року трамвайний рух в місті вже було відновлено.
23 липня 1953 року трамвайна мережа була прокладена до кінця вулиці Пушкіна, де було введено в дію кільце чинного понині маршруту № 3. Кільце обладнано гейтом, що з'єднує орловську трамвайну мережу із залізничним полотном товарної станції «Орел».
29 грудня 1961 року відкрита кінцева станція «Залізничний вокзал», яка є кінцевою станцією всіх орловських трамвайних маршрутів, крім маршруту № 3. Кільце обладнано службовим тупиком з оглядового канавою, що дозволяє провести проміжну діагностику та обслуговування трамвая.
15 листопада 1962 року було відкрито рух до заводу «Дормаш».
На початку 1970-х років тролейбуси, частково на головних вулицях міста, замінили трамваї. На початку 2000 року МУП «Трамвайно-тролейбусне підприємство» була на межі банкрутства.

## Депо

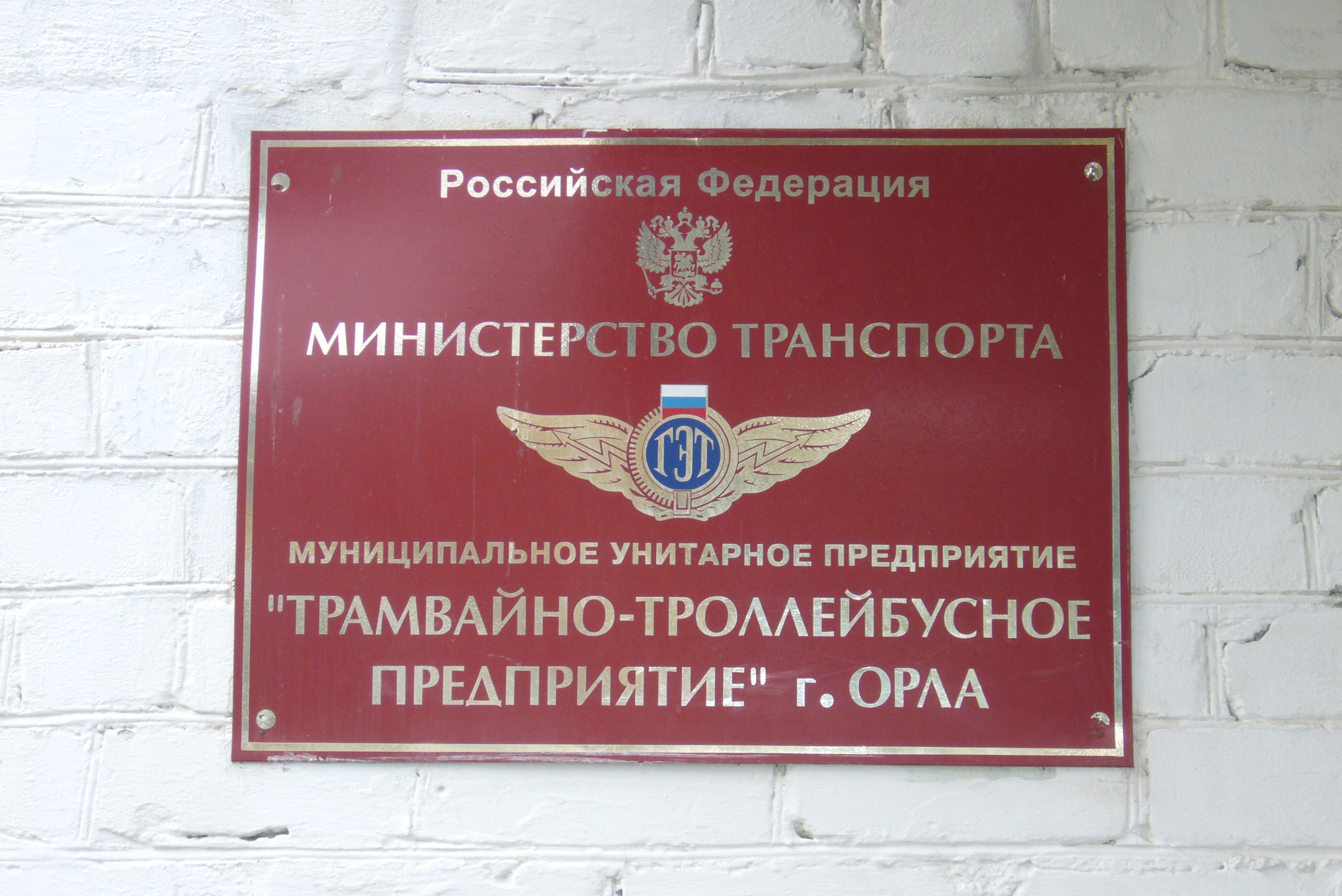
Табличка підприємства

Перше трамвайне депо було розташовано на вулиці Пушкіна. 11 лютого 1966 року введено в дію депо імені Юозаса Вітаса, на вулиці Карачєвській. У 1982 році депо було розширено місткістю до 100 вагонів. Вагони з першого депо до нового були переведені у 1966 році.

## Маршрути
| Перелік трамвайних маршрутів в місті Орел | Перелік трамвайних маршрутів в місті Орел | Перелік трамвайних маршрутів в місті Орел | Перелік трамвайних маршрутів в місті Орел                                                                      |
| №                                         | Пункт відправлення                        | Пункт прибуття                            | Примітки |
| ----------------------------------------- | ----------------------------------------- | ----------------------------------------- | --- |
| 1                                         | Залізничний вокзал                        | Кільце «ТМК Гринн»                        | |
| 2                                         | Вокзал                                    | Завод «Хімтекстильмаш»                    | Резервний, призначається за вказівкою у разі неможливості руху транспорту вулицями Комсомольська та Московська |
| 3                                         | Вулиця Пушкіна                            | Завод «Хімтекстильмаш»                    | |
| 4                                         | Вокзал                                    | Школа № 35                                | |
| 5                                         | Вулиця Горького                           | Завод «Дормаш»                            | Скасований 23 травня 1973                                                                                      |

## Рухомий склад
| Тип моделі | Кількість на початку 2010-х | Кількість на 1 січня 2018 |
| ---------- | --------------------------- | ------------------------- |
| Tatra T3SU | 74                          | 72                        |
| Tatra T6B5 | 14                          | 13                        |
| 71-403     | 1                           | 1                         |
| 71-405     | 1                           | 1                         |
| Всього:    | 90                          | 87                        |

## Галерея

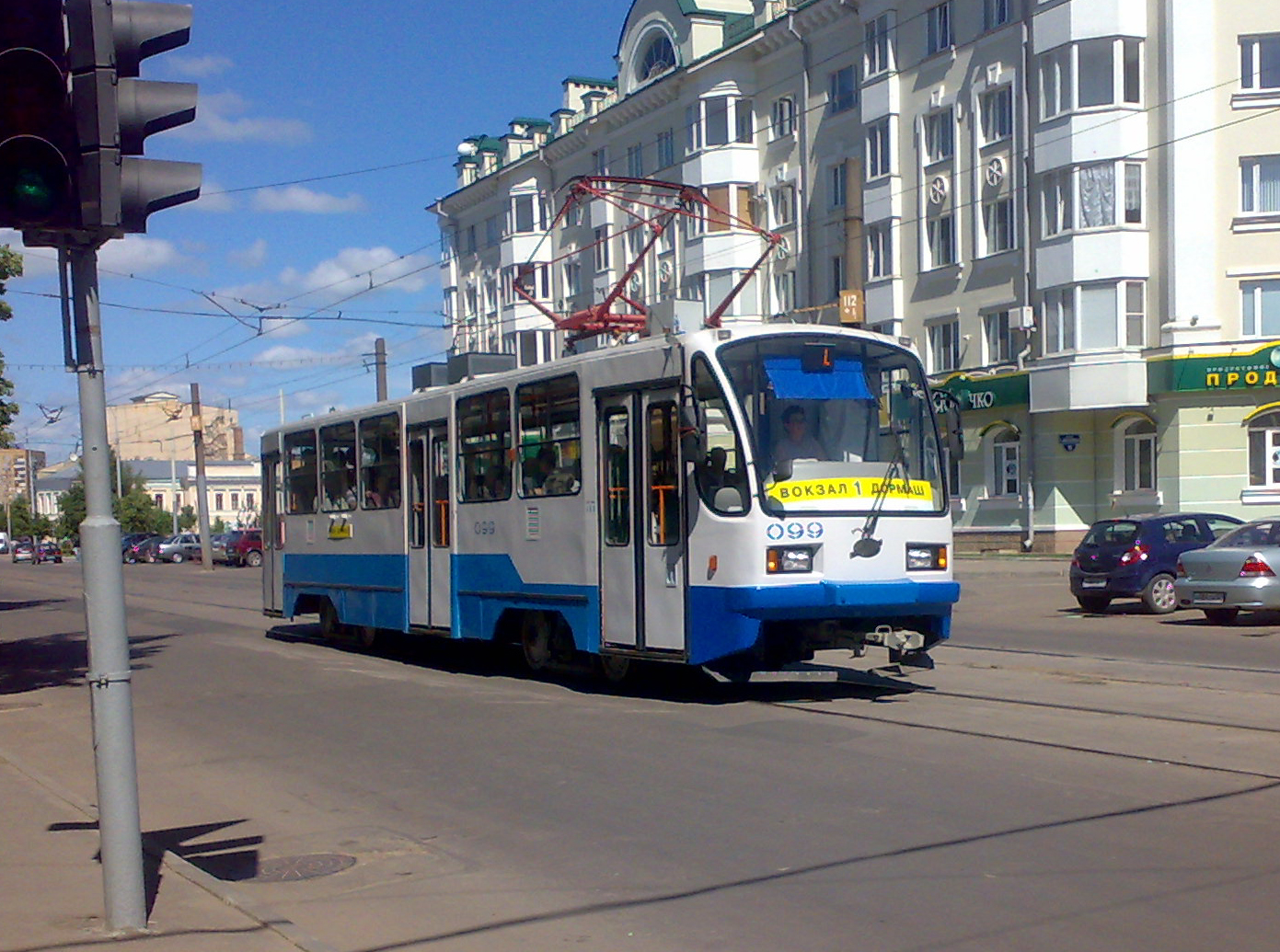
71-403 на маршруті № 1
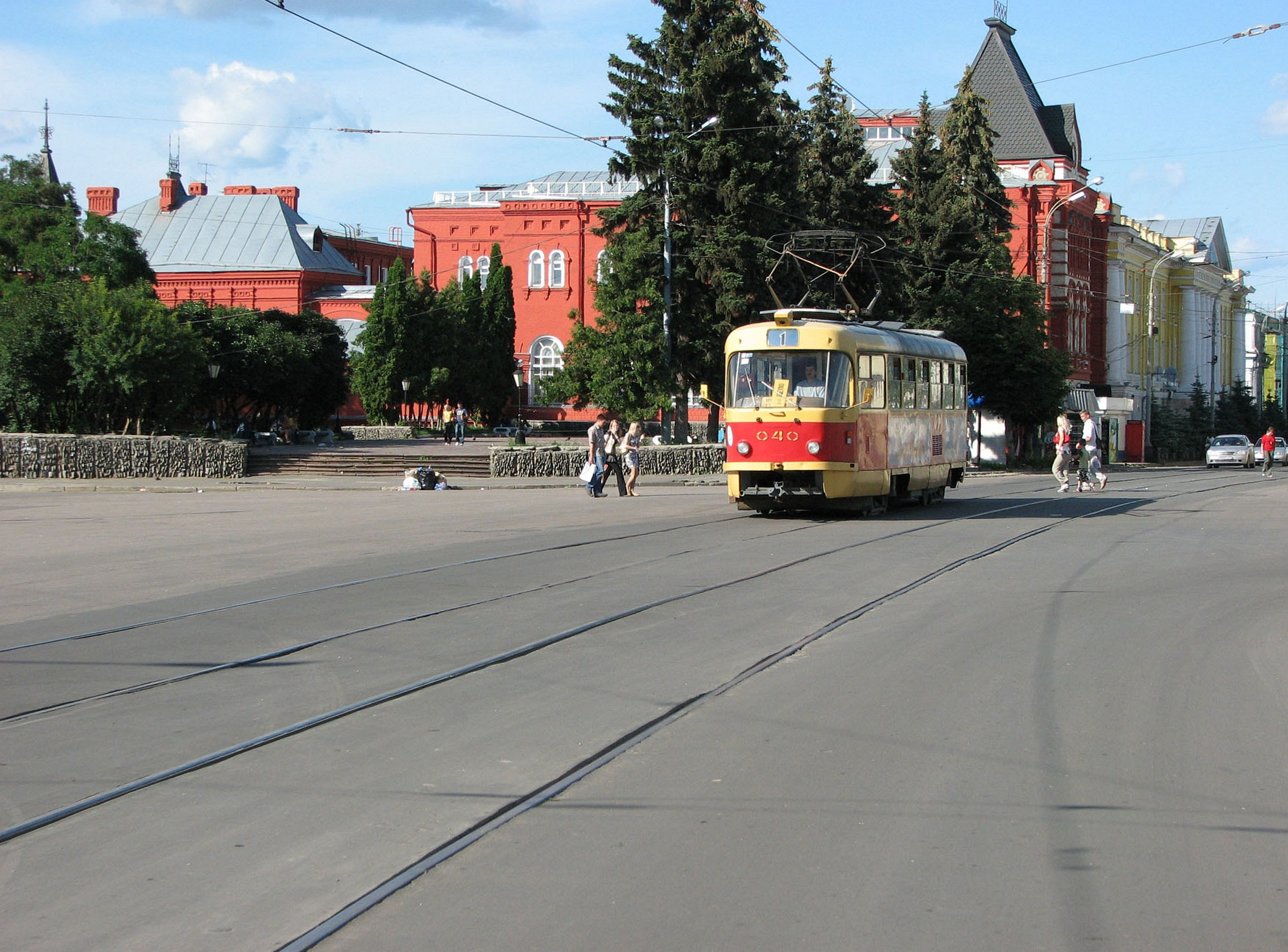
Tatra T3SU на маршруті № 1
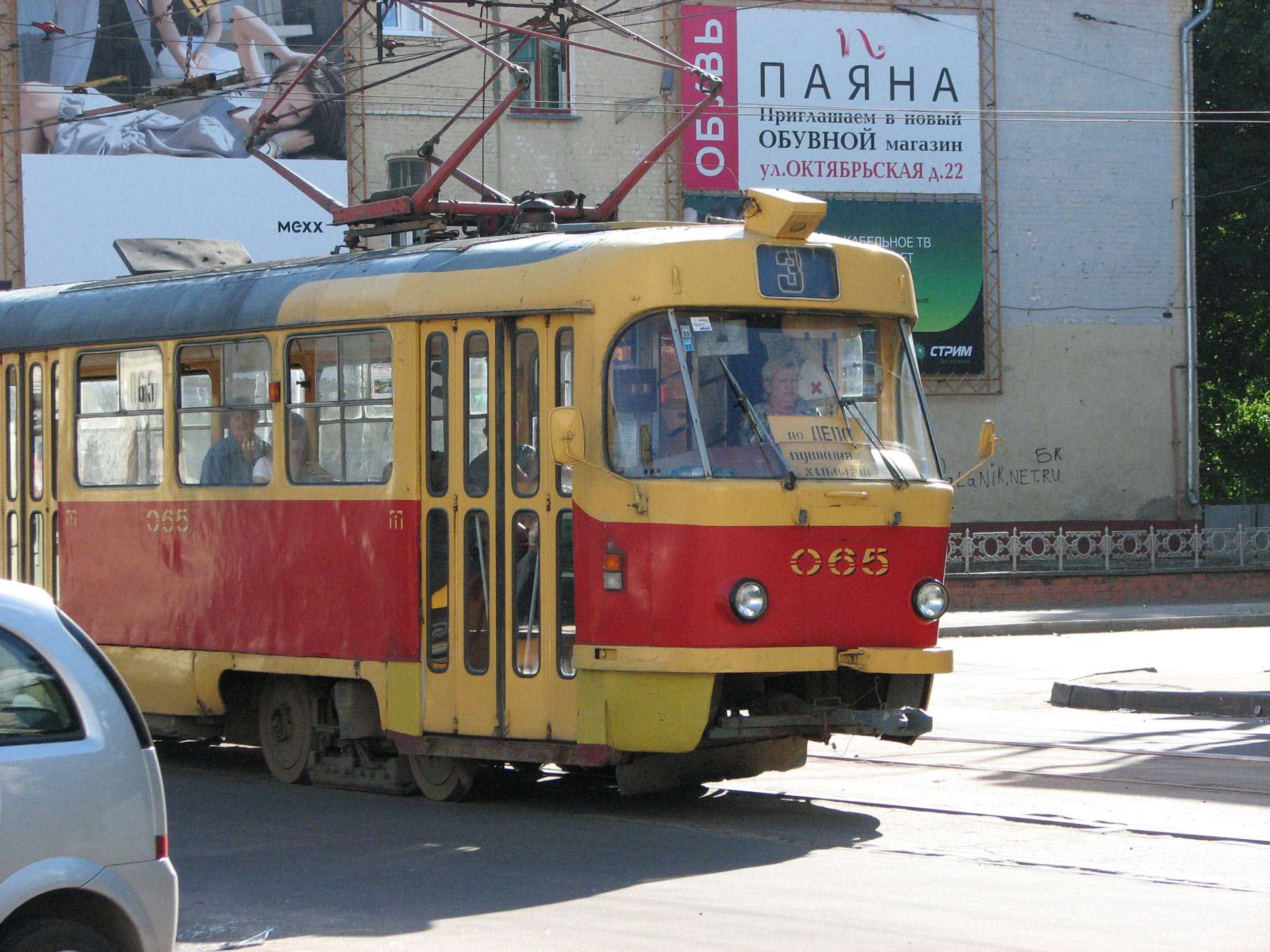
Tatra T3SU на маршруті № 3
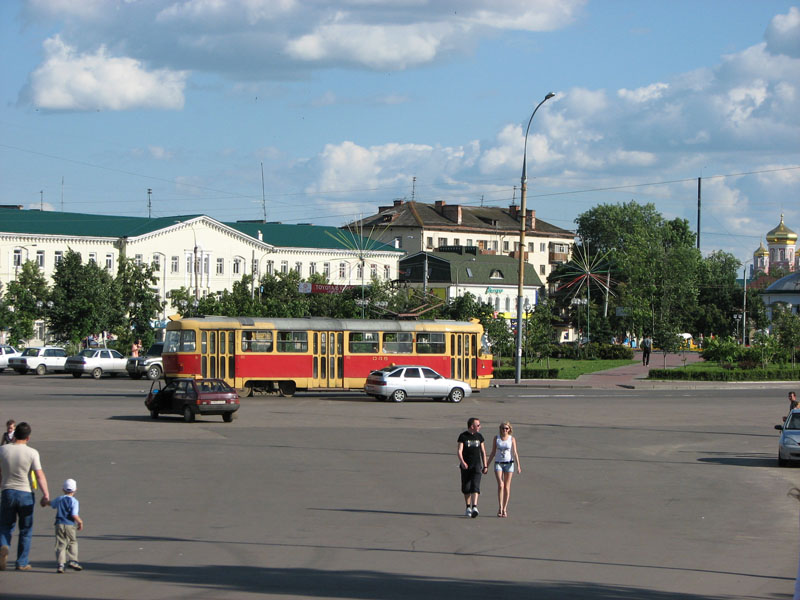
Tatra T3SU на маршруті № 4